# Srednjoamerička igra loptom
Srednjoamerička igra loptom  (španjolski: juego de pelota), igre loptom poznate kao tlachtli kod Asteka u Meksiku, pok-ta-pok ili pokyab kod Quichea u Gvatemali, lachi ili taladzi kod Zapoteca, tlaxtli kod susjednih Nahua skupina i u Sinaloi kao ulama, koja se javljala možda sve do Hohokama u Arizoni (Snaketown) i Novog Meksika, te na kraju igra batey kod Taino Indijanaca Antilske Amerike. Ove igre bile su vjerojatno manje-više slične, uobičajene u različitim periodima kod srednjoameričkih naroda prije dolaska Europljana. Mogu se smatrati najstarijim skupnim športom u povijesti.

## Povijest
Prvi narod koji je igrao ovu igru bili su Olmeci, a kasnije i Maje, Asteci i bliski narodi. Asteci su je smatrali igrom plemstva. Nekad su se kladili oko ishoda.
Zabilježeno je da je 1528. španjolski kralj Karlo V. prisustvovao jednoj od demonstracija ove igre. Naime, Hernan Cortés je doveo u Španjolsku jednu astečku ekipu. Za gledatelje posebno je bila impresivna elastična lopta od gume.
Igrališta za ovu igru su pronađena na lokacijama od Arizone na sjeveru, Kube i Portorika na istoku, do Nikaragve na jugu. Muškarci, žene i djeca igrali su igru loptom radi zabave, ali ona je imala važno obredno značenje u posebnim prilikama.
Ponekad je igra loptom bila praćena žrtvovanjem igrača poražene ekipe. To je osobito karakteristično za period pozne civilizacije Maja. Neki reljefi Maja prikazuju ratnike gradova poraženih u ratu kao gubitnike u igri loptom, koji su potom žrtvovani.
Srednjoamerički Indijanci i danas igraju sličnu sportsku igru, Ulamu.

## Pravila
Ne postoje originalni povijesni zapisi o ovoj igri, tako da se saznanja o njoj baziraju na arheološkim i indirektnim dokazima.
Pravila igre loptom se razlikuju od naroda do naroda i od epohe do epohe u kojoj je igrana. Nekad su je igrala dva natjecatelja, a nekad dvije ekipe.
Cilj je bio da se gumena lopta prebaci u protivnički dio igrališta. Kasnije, cilj je bio da se lopta baci kroz jedan od dva „gola“, što su bili vertikalni drveni ili kameni prstenovi postavljeni na zidu iznad igrališta.
Igrači su mogli udarati loptu kukovima, butinama, nadlakticama, ali je nisu smjeli udarati ili nišaniti šakom. U nekim inačicama natjecatelji su loptu udarali palicama ili rukavicama. Na sebi su nosili zaštitni oklop od pamuka i jelenje kože. Ponekad su igrači bili okićeni perjem, bojali lica i nosili ukrasne kape, što svjedoči obrednom značaju igre.
Igra je igrana loptom proizvedenom od gume. Guma je izrađivana mješanjem lateksa dobivenim od kaučukovog drveta i soka biljke ladolež. Lopta je bila teška oko 4 do 5 kilograma, tipično je imala prečnik od oko 30 centimetara, i bila je veoma elastična. Postoje dokazi da je nekad ljudska lubanja oblagana gumom i služila kao lopta.
Većina igrališta bila je u obliku latiničnog slova I, ograničenog kosim ili vertikalnim zidovima. Veličina igrališta je bila veoma raznolika. Najveće očuvano igralište (u Chichén Itzái) ima dimenzije 185 sa 68 metara.
Igra je bila veoma agresivna. Teška lopta i fizički kontakt su bili čest uzrok povrjeda.
U astečkoj inačici, bodove je gubio igrač ako dopusti da lopta dva puta odskoči prije nego što je udari, ili ako je ne probaci kroz gol. U majanskoj inačici, golovi su bili postavljeni visoko, i do 6 metara iznad igrališta.

## Vanjske poveznice
|  | Zajednički poslužitelj ima stranicu o temi Srednjoamerička igra loptom |